# Classe Admiral Grigorovič
La classe Admiral Grigorovič, anche conosciuta come Progetto 11356P Burevestnik (in cirillico: проекта 11356Р Буревестник; nome in codice NATO: Krivak V),  è una classe di fregate missilistiche, con caratteristiche stealth, costruite presso il cantiere navale Jantar' di Kaliningrad.
Progettate per condurre operazioni antinave, antisommergibile e compiti di difesa aerea, la capoclasse, la Admiral Grigorovič, è stata messa in servizio nel 2016.
Delle sei unità previste, al 2022 ne risultano operative tre per la Marina russa, mentre altre due in costruzione sono state cedute dalla marina russa a quella indiana, in cui presteranno servizio a partire dal 2022 stesso; la terza e ultima nave, non ancora assegnata a un cliente finale, sarà venduta sul mercato estero.

## Storia
Nel 2010-2011, fu deciso che la Marina russa avrebbe acquistato sei fregate basate sul collaudato progetto della classe Talwar, principalmente a causa dei ripetuti ritardi nella produzione delle fregate Admiral Gorškov e per l'urgente necessità di nuove fregate necessarie per la modernizzazione della flotta del Mar Nero. Il cantiere Jantar' di Kaliningrad vinse il contratto per la costruzione delle fregate e tre navi dovevano essere completate in quattro anni: lo Jantar', insieme al Cantiere del Baltico di San Pietroburgo, aveva costruito sei fregate della classe Talwar per la Marina indiana tra il 1999 e il 2011.
La nave capo-classe, la Admiral Grigorovič, fu impostata il 18 dicembre 2010 e fu commissionata l'11 marzo 2016.
Inizialmente, l'impresa statale ucraina Zorya-Mashproekt forniva turbine a gas per le fregate russe, ma dopo l'invasione russa della Crimea, l'Ucraina disse che non avrebbe più fornito i motori. Al suo posto,  fu chiesto al produttore russo Saturn di fornire turbine a gas M90FR alternative.
Nell'ottobre 2016, fu presa in considerazione la possibilità di vendere all'India le tre fregate incomplete, Admiral Butakov, Admiral Istomin e Admiral Kornilov, la cui costruzione era stata sospesa nel 2015 a causa del rifiuto dell'Ucraina di fornire gli impianti a turbina a gas. La Marina russa si oppose a questa esportazione.
Il 1º giugno 2017, la United Shipbuilding Corporation (USC) annunciò che avrebbe ripreso la costruzione delle ultime tre fregate nel 2018 e che le navi sarebbero poi entrate a far parte della Marina russa. La decisione di riprendere i lavori fu presa in seguito ai collaudi preliminari degli ultimi motori russi a turbina a gas, il M70FRU (14 MW) e il M90FR (20 MW, massimo 25-28 MW), progettati e costruiti dallo stabilimento NPO Saturn. Con la possibilità di usufruire di motori elettrici alternativi, si credeva che le navi sarebbero rimaste in servizio in Russia. Nel dicembre 2017, NPO Saturn portò a termine con successo tre progetti di R&S dei motori a gas M90FR, Agregat-DKVP e M70FRU-R in corso dal 2014.
Il 20 ottobre 2018, tuttavia, fu presa la decisione di vendere le fregate incompiute Admiral Butakov e Admiral Istomin alla Marina indiana con un contratto del valore di 950 milioni di dollari. Il cantiere Jantar' di Kaliningrad dovrebbe portare a termine i lavori necessari per finire le fregate, prima di essere consegnate all'India nella prima metà del 2024. Nel 2021 fu riportato che la Admiral Kornilov sarebbe stata effettivamente venduta a un cliente straniero.

## Impiego operativo
Il 3 novembre 2016, nell'ambito dell'intervento militare russo nella guerra civile siriana, la Admiral Grigorovič è stata schierata per la prima volta nel Mar Mediterraneo. Il 15 novembre 2016, ha lanciato il missile da crociera Kalibr su obiettivi dello ISIL e del Fronte al-Nusra nelle province siriane di Idlib e Homs, distruggendo magazzini di munizioni, centri di raccolta e addestramento e impianti di produzione di armi.
Admiral Grigorovič fu ri-schierata nel Mar Mediterraneo nell'aprile 2017, in seguito agli attacchi missilistici statunitensi contro la Siria. Si unì nuovamente allo squadrone del Mediterraneo il 24 dicembre 2020.
Il 12 aprile 2022, una fregata di classe Grigorovič avrebbe abbattuto un drone Bayraktar TB2 durante l'invasione russa dell'Ucraina. Il 22 aprile, una fregata di classe Grigorovič avrebbe lanciato missili da crociera Kalibr contro obiettivi ucraini. Il 6 maggio 2022,è circolata la notizia che la fregata Admiral Makarov fosse stata oggetto di un attacco missilistico ucraino in prossimità dell'Isola dei Serpenti. La parte ucraina non è stata in grado di supportare tale dichiarazione con foto o video del danneggiamento. Nei giorni successivi la fregata è stata ritratta intatta da giornalisti indipendenti, ricollegando l'accaduto ad un mero tentativo di propaganda pro-ucraina.

## Flotta
| Nome                                     | Immagine                                 | Impostazione                             | Varo                                     | Entrata in servizio                      | Flotta                                   | Servizio                                 |
| Voenno-morskoj flot Rossijskoj Federacii | Voenno-morskoj flot Rossijskoj Federacii | Voenno-morskoj flot Rossijskoj Federacii | Voenno-morskoj flot Rossijskoj Federacii | Voenno-morskoj flot Rossijskoj Federacii | Voenno-morskoj flot Rossijskoj Federacii | Voenno-morskoj flot Rossijskoj Federacii |
| ---------------------------------------- | ---------------------------------------- | ---------------------------------------- | ---------------------------------------- | ---------------------------------------- | ---------------------------------------- | ---------------------------------------- |
| Admiral Grigorovič                       |                                          | 18 dicembre 2010                         | 12 marzo 2014                            | 11 marzo 2016                            | Flotta del Mar Nero                      | Attivo                                   |
| Admiral Essen                            |                                          | 8 luglio 2011                            | 7 novembre 2014                          | 7 giugno 2016                            | Flotta del Mar Nero (751)                | Attivo                                   |
| Admiral Makarov                          |                                          | 29 febbraio 2012                         | 2 settembre 2015                         | 27 dicembre 2017                         | Flotta del Mar Nero (799)                | Attivo                                   |
| Marina indiana                           |                                          |                                          |                                          |                                          |                                          |                                          |
| Tushil (ex-Admiral Butakov)              |                                          | 13 luglio 2013                           | 5 marzo 2016                             | 2022                                     |                                          | in costruzione                           |
| Tamala (ex-Admiral Istomin)              |                                          | 15 novembre 2013                         | 16 novembre 2017                         | 2023                                     |                                          | in costruzione                           |
| Cliente estero                           |                                          |                                          |                                          |                                          |                                          |                                          |
| Admiral Kornilov                         |                                          | 16 novembre 2017                         |                                          | 2026                                     |                                          | in costruzione                           |